# Antimension

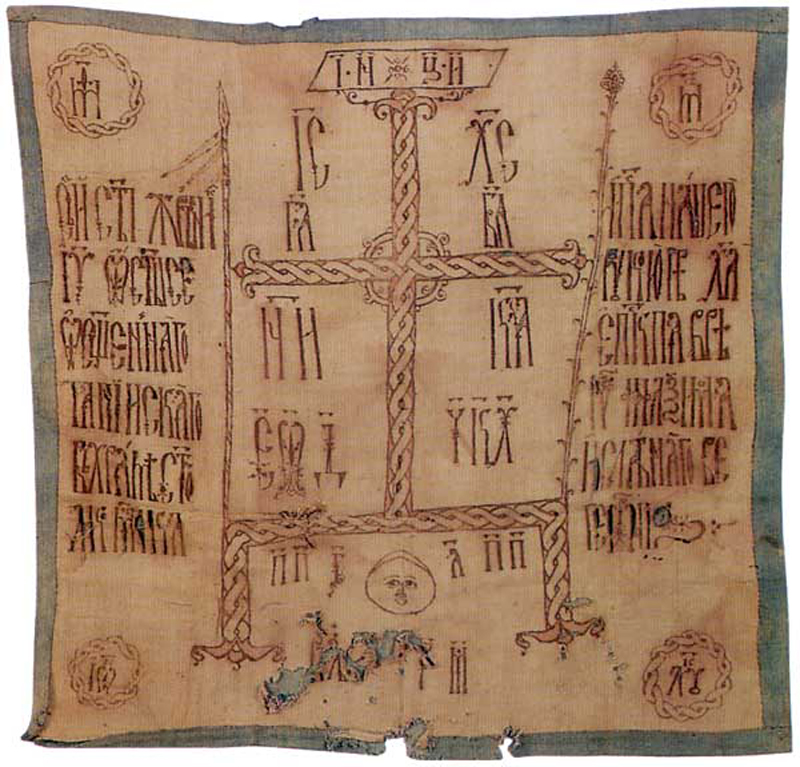
Antimension serbe du XVIe siècle.

Un antimension (du grec αντι « au lieu de » et du latin mensa « table » : littéralement « au lieu de l'autel ») est un des plus importants instruments de culte dans le rite byzantin. C'est une pièce de tissu de lin ou de soie, de 50 à 60 cm de largeur, sur lequel peuvent être figurés les instruments de la Passion, l'ensevelissement du Christ, la descente de Croix, les quatre Évangélistes, etc. Il comporte aussi diverses inscriptions relatives à la Passion.
Une relique d'un martyr y est cousue. Dans un grand nombre d'Églises byzantines, nul service ne peut être célébré sans l'usage d'un antimension porteur de reliques.

## Histoire

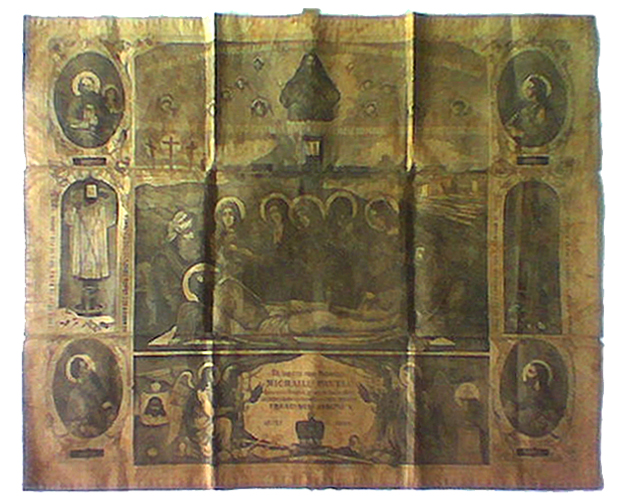
Antimension roumain de l'église d'Oradea-Mare (Transylvanie), 1890.

D'après les archéologues de la liturgie byzantine, « à l'origine, et conformément à son étymologie, l'antimension était une table de bois légère qui, en cas de besoin, remplaçait l'autel, c'est-à-dire servait d'autel portatif ».
Dans les grandes églises d'Orient, et notamment dans la cathédrale Sainte-Sophie de Constantinople, certaines célébrations du culte ne se faisaient pas sur le grand autel mais sur des tables d'autel portatives en bois. Ces tables étaient consacrées par l'évêque et portaient le nom d'antimension car elles remplaçaient le grand autel. Cette pratique s'est répandue dans d'autres églises, en prenant l'exemple de l'église cathédrale impériale de Constantinople.
Puis ces tables portatives faisant office d'autel n'ont plus été consacrées – peut-être pour des raisons pratiques : il fallait les déplacer plus loin dans des chapelles particulières (par exemple pour la célébration d'une Paraclèse). Aussi, on consacrait uniquement l'étoffe qui était posé sur la table ; ce tissu a alors pris aussi le nom d'antimension. Après la victoire de l'Orthodoxie sur l'iconoclasme (787 et 843), on commença d'ajouter des petits morceaux de reliques à l'antimension, cousus dans un petit sachet. Cette pratique n'a pas gagné toute l'orthodoxie et jusqu'aujourd'hui dans l’Église grecque il n'y a pas des reliques dans les antimensions mais uniquement dans la table de l'autel. En revanche, la signature de l'évêque donne l'autorité canonique nécessaire à ces antimensions.
D'après le canoniste byzantin Théodore Balsamon, la multiplication des chapelles particulières a conduit à la généralisation de l'antimension dans toutes les églises de rite byzantin.

## Pratique
Un antimension se trouve sur chaque table d'autel, au-dessous du livre de l'Évangile et est utilisé uniquement lors de la Divine Liturgie. L'antimension est déplié par le prêtre lors du commencement de la célébration, et c'est sur l'antimension qu'on apporte les Saints Dons (le calice et le diskos qui auparavant étaient sur la Table de prothèse) lors de la procession avec les saints qu'on appelle la Grande Entrée. À la fin du service, après la communion et plus précisément lors de la litanie de remerciement pour la communion, le prêtre replie l'antimension, le remet à sa place et pose dessus l'Évangile.